# Jan Leliveld
Jan Leliveld (Nieuwveen, 19 juli 1956 – Aalsmeer, 16 augustus 2017) was een Nederlandse zanger. Zijn eerste album getiteld Dit is mijn leven werd uitgebracht in 2009. Eerder was hij een succesvol ondernemer.

## Biografie
Leliveld was de vijfde uit een gezin van tien kinderen. Zijn ouders runden een dorpscafé in Nieuwveen. Op jonge leeftijd probeerde Leliveld de gasten in het café al te vermaken met een optreden.
Leliveld heeft van 1973 tot 1990 in de regioband de Pandora's gespeeld. Dit combineerde hij met een baan van dertig uur per week op de bloemenveiling Aalsmeer. Deze regioband had gemiddeld zo’n 100 optredens per jaar in kroegen, feesttenten en op bruiloften en partijen. Leliveld was leadzanger, speelde trompet en gitaar.
In 1989 begon Leliveld zijn eigen bedrijf in bloemen en planten genaamd Top Boeket Service en gevestigd in Aalsmeer. Leliveld had in de loop der jaren veel nationale en internationale verkooppunten. Het bedrijf is in 20 jaar enorm gegroeid en had in 2008 700 werknemers in dienst. In 2008 heeft Leliveld het bedrijf inmiddels genaamd ‘Leliveld Group’ verkocht aan het Italiaanse beursgenoteerde bedrijf ‘Ciccolella Spa’.
Leliveld heeft in 2006 een cd-album ‘Kroegenhits’ verkocht aan vrienden en kennissen, op dit album stonden 13 gecoverde liedjes. De opbrengst van dit album, 20.000 euro, kwam geheel ten goede aan het KiKa-fonds.
In augustus 2009 kwam Lelivelds eerste single ‘Gewoon Muziek’ en zijn eerste cd-album ‘Dit is mijn leven’ uit. De single ‘Gewoon muziek’ heeft 12 weken in Single Mega Top 100 gestaan met als hoogste notering nummer 8. Het album ‘Dit is mijn leven’ stond in totaal 28 weken in Album Mega Top 100, met als hoogste notering nummer 10.
In oktober 2009 gaf Leliveld twee concerten. Dit concert is op dvd vastgelegd ‘Dit is mijn leven live in concert’. Op deze dvd staat de volledige live-registratie van het concert inclusief het gastoptreden van Glennis Grace, een backstage reportage en de videoclips van ‘Gewoon muziek’ en ‘Mijn nummer één’.
Leliveld bracht in augustus 2017 door middel van Facebook naar buiten dat hij terminaal ziek was. Hij overleed op 16 augustus 2017 na een kort ziekbed.

## Discografie

### Albums
| Album met eventuele hitnotering(en) in de Nederlandse Album Top 100 | Datum van verschijnen | Datum van binnenkomst | Hoogste positie | Aantal weken | Opmerkingen |
| ------------------------------------------------------------------- | --------------------- | --------------------- | --------------- | ------------ | ----------- |
| Dit is mijn leven                                                   | 2009                  | 05-09-2009            | 10              | 28           |             |
| Één voor één                                                        | 2011                  | 11-06-2011            | 21              | 7            |             |

### Singles
| Single met eventuele hitnotering(en) in de Nederlandse Top 40 | Datum van verschijnen | Datum van binnenkomst | Hoogste positie | Aantal weken | Opmerkingen                                   |
| ------------------------------------------------------------- | --------------------- | --------------------- | --------------- | ------------ | --------------------------------------------- |
| Gewoon muziek                                                 | 2009                  | -                     |                 |              | Nr. 8 in de Single Top 100                    |
| Mijn nummer één (Live)                                        | 2009                  | -                     |                 |              | met Mandy Huydts / Nr. 8 in de Single Top 100 |
| Een roos alleen voor jou                                      | 2010                  | -                     |                 |              | Nr. 8 in de Single Top 100                    |
| Lentekriebels                                                 | 2010                  | -                     |                 |              | Nr. 18 in de Single Top 100                   |
| Marianne                                                      | 2010                  | -                     |                 |              | Nr. 8 in de Single Top 100                    |
| Vriendschap                                                   | 2010                  | -                     |                 |              | Nr. 24 in de Single Top 100                   |
| Laat het feest beginnen                                       | 2011                  | -                     |                 |              | Nr. 33 in de Single Top 100                   |
| Stapelgek                                                     | 2011                  | -                     |                 |              | Nr. 75 in de Single Top 100                   |
| Ons eigen café                                                | 2012                  | -                     |                 |              | Nr. 56 in de Single Top 100                   |
| Zij hoort bij mij                                             | 2012                  | -                     |                 |              | Nr. 27 in de Single Top 100                   |
| Zonder jou                                                    | 2012                  | -                     |                 |              | Nr. 71 in de Single Top 100                   |
| Het gaat te snel                                              | 2013                  | -                     |                 |              | Nr. 48 in de Single Top 100                   |

### Dvd
| Dvd's met hitnoteringen in de Nederlandse Music Top 30 | Datum van verschijnen | Datum van binnenkomst | Hoogste positie | Aantal weken | Opmerkingen |
| ------------------------------------------------------ | --------------------- | --------------------- | --------------- | ------------ | ----------- |
| Dit is mijn leven - live in concert                    | 2010                  | 30-01-2010            | 5               | 12           |             |